# Dictyna innocens
Dictyna innocens är en spindelart som beskrevs av O. Pickard-Cambridge 1872. Dictyna innocens ingår i släktet Dictyna och familjen kardarspindlar. Inga underarter finns listade i Catalogue of Life.